# Foreningen for Samtidskunst
Foreningen for Samtidskunst (forkortet FSK) er en forening, som arbejder for at fremme samtidskunst. Foreningen blev stiftet den 20. april 2016.
FSK kuraterede i juli 2016 udstillingen Aarhus Artspace, som er en årligt tilbagevendende udstilling for transformativ kunst, hvor der præsenteres en ny kunstner i udstillingen hver dag. Udstillingen afholdes hvert år i juli i Vestergade 62, PLADS artspace.
FSK kuraterede i 2016 kunstneren Christian Reiters ophold i ARoS Atelier på ARoS Aarhus Kunstmuseum.
D. 9. februar 2018 arrangerede FSK en række performances på Statens Museum for Kunst i forbindelse med SMK fridays.